# Lorena Sánchez
Lorena Sánchez Muñoz, conosciuta come Lorena (Zalla, 20 febbraio 1973), è un'ex calciatrice spagnola di origini basche, di ruolo centrocampista.

## Palmarès

### Competizioni nazionali
- Campionato spagnolo: 4

Athletic Bilbao: 2002-2003, 2003-2004, 2004-2005, 2006-2007